# Ladislavia taczanowskii
Ladislavia taczanowskii es una especie de peces de la familia de los
Cyprinidae en el orden de los Cypriniformes.

## Morfología
- Los machos pueden llegar alcanzar los 15 cm de longitud total.[1][2]

## Hábitat
Es un pez de agua dulce y de clima templado.(4 °C-18 °C).

## Distribución geográfica
Se encuentra en Mongolia y Corea.